# Yves Corbassière
Yves Corbassière, né le 16 mai 1925 à Paris, et mort le 27 avril 2020 à Poissy, est un artiste peintre, graveur, affichiste, décorateur, sculpteur et lithographe  français proche de l’Action Painting américain.

## Biographie
Yves Corbassière naît en 1925 à Montmartre, dans une famille d’industriels. Il a deux sœurs. Son grand-père Auguste-Joseph Corbassière fonde en 1875 une société qui fabrique du carrelage. Son père Pierre Corbassière développe l’activité. Il possède deux usines, à Sarreguemines et à Paris, rue de la Chapelle.
Proche de Boris Vian qu’il accompagnait au piano, Corbassière avait obtenu des dommages et intérêts du photographe Robert Doisneau et de l’éditeur qui avaient diffusé sans mentionner son nom des posters et cartes postales qui le montraient au volant de sa Renault 6CV décapotable peinte en damiers, avec un groupe de zazous sur la rue Dauphine, devant l’un des lieux célèbres de Saint-Germain-des-Près, Le Tabou, en 1947.
Yves Corbassière est l’auteur de plus de 5 000 œuvres. Plus connu aux États-Unis, ses œuvres sont exposées dans une quarantaine de musées américains.
Le Secours national fait appel à ses talents pour l'élaboration d'une affiche d'appels aux dons ; il a élaboré une lithographie en couleurs pour le Noël du Maréchal 1942.
Yves Corbassière meurt de causes naturelles le 27 avril 2020, à l’âge de 94 ans, à Poissy.

## Affichiste de cinéma
- Le Diable s'en mêle (sorti en 1941)[5]
- La Femme au portrait (sorti en 1944)[6]
- Sérénade américaine (sorti en 1944)[7]
- La Belle Aventurière (sorti en 1949)[8]
- Pigalle-Saint-Germain-des-Prés (sorti en 1950)[9]
- Seul dans Paris (sorti en 1951)[10]
- La Loterie du bonheur (sorti en 1953)[11]